# Marketingová strategie
Marketingová strategie je taktický proces, jehož cílem je efektivní alokace omezených finančních prostředků podniku ke zvýšení prodeje a udržení si konkurenční výhody. Aby mohl být podnik úspěšný na trhu a mít větší tržní podíl, měla by se jeho marketingová strategie soustředit na zákazníka, tj. na uspokojování jeho potřeb, požadavků a očekávání. Marketingová strategie je v podstatě vyjádřením základních záměrů, jež se společnost snaží dosáhnout v dlouhodobém časovém horizontu v marketingové oblasti a to tak, aby na základě marketingových činností naplnila nadřazené obchodní cíle a rovněž dosáhla konkurenční výhody .
Ve svých marketingových cílech uvádí podnik taktické kroky pro vývoj produktu, propagačních aktivit, distribučních kanálů, oceňování, řízení vztahů se zákazníky a jiných faktorů, nejčastěji datovány k nějakému termínu. Prostřednictvím marketingového výzkumu trhu se v marketingové strategie definují cílové segmenty trhu, jejich zacílení skrze marketingový mix (komunikační mix - reklama, Public Relations, podpora prodeje, osobní prodej, přímý marketing) a alokují se podnikové zdroje.
Marketingová strategie je nezbytnou součástí celopodnikové strategie. Klíčovou roli zde hraje tedy zákazník, který představuje tržby podniku, ale i jeho výdaje. Jedině spokojený, loajální zákazník vytváří dlouhodobě podniku zisk. Jednotlivé strategie podniku včetně marketingové jsou podkladem pro tvorbu marketingového plánu.
Strategické řízení marketingu je pak procesem posloupnosti strategických marketingových aktivit, které jsou realizovány pro marketingovou oblast. Jedná se např. o strategickou marketingovou analýzu, formulaci a implementaci marketingových strategií či kontrolu jejich dosažení. V praxi musí být strategické řízení marketingu nekončícím, stále se opakujícím procesem, přičemž jednotlivé části tohoto procesu se budou s velkou pravděpodobností překrývat .

## Význam strategického řízení marketingu
Strategické řízení marketingu je pro mnoho společností významnou konkurenční výhodou, neboť může výrazně zvyšovat úspěšnost společnosti na trhu. Je to dáno zejména tím, že strategie udává společnosti jasný směr dalšího směřování, což je nepochybně velmi důležitou skutečností. Většina společností má sice nespočet nápadů na podnikatelské příležitosti, nicméně společnost, která nemá jasně vymezený strategický směr, velmi snadno směřuje k realizaci všeho najednou a ve skutečnosti nezrealizuje téměř nic až do samotného konce .
V České republice strategické řízení marketingu stále nefunguje zcela dostatečně a to zejména u menších či středně velkých společností. I přesto, že strategický marketing a strategické řízení jsou klíčovými faktory dlouhodobé konkurenceschopnosti každé společnosti, existuje řada důvodů neuspokojivého stavu strategického řízení marketingu v ČR.
Nejčastějším důvodem je nedostatečné docenění významu strategického řízení pro udržení dlouhodobého úspěchu společnosti ze strany vlastníků či vrcholových manažerů. Velmi častou je i obava ze zavedení strategického plánu, zejména pak obava z jeho finanční a časové náročnosti. Dalším důvodem nevyužití strategického řízení ve společnosti může být rovněž všeobecná neochota a strach z prováděných změn, které by jistě byly nezbytnou součástí zavedení strategické řízení. V neposlední řadě může mít společnost obavy, že se zavedením strategického řízení a oficiálním stanovením strategií dojde k úniku citlivých informací v rámci vzájemné komunikace mezi manažery či zaměstnanci společnosti. Hlavním důvodem nedostatečného strategického řízení marketingu však nejčastěji je nedostatek znalostí, kdy marketingoví manažeři nevědí, jak strategické řízení marketingu správně uchopit .

## Strategieobchodní značkyjako součást strategického řízení marketingu
Zvyšující se role strategického řízení marketingu v rozhodování společnosti je ovlivněno několika environmentálními změnami:
- zrychlení v rozšiřování technologického pokroku,
- zrání a rozkouskování trhů,
- zvyšující se internacionalizace trhů [2] .

Rychlý vývoj technologii vyžaduje výrazné změny produktového portfolio a nepřetržité analyzování trhu. Vzhledem k rozkouskování vyzrálých trhů a vzniku zákaznických skupin se specifickými požadavky je možná strategie tržního segmentování pouze na základě detailních informací.
Strategický marketing obsahuje dvě části: strategické analýzy a strategická rozhodnutí. Koncepčně jsou pojmy značka a strategie vnitřně spojené. Značení je v podstatě strategickým rozhodnutím, které následuje napříč podnikovou strukturou k dosažení klíčových cílů. Při vytváření strategie značky se musí brát v úvahu, že tržní struktura je vždy dynamická, nikoliv statická. Pokud strategie značky nevezme v úvahu strategickou adaptaci na požadavky trhu a má pevné spojení ve vztahu historie a standardy značky, potom se společnost může dostat do situace, kdy je značka převálcována trhem a je překonána jinými značkami .
Cíle obchodní značky z pohledu strategického marketingu se soustředí na tyto prvky:
- Strategická konkurenceschopnost – cíle je dosaženo, když společnost zvládne úspěšně formulovat a implementovat strategii, která tvoří hodnotu.
- Udržitelná konkurenční výhoda - když společnost vyvine strategii a hlavní konkurent na ni není schopen v tu chvíli reagovat. Tyto strategie přinášejí společnosti výhody, protože je soupeři nemohou okopírovat.
- Nadprůměrná ziskovost – aplikování strategického hlediska na získání trhu, investoři budou spokojení, pokud se plánované obraty a zisk se budou pohybovat v optimistickém scénáři [2].

Všechny aspekty principů strategického řízení marketingu se musí odrážet v celkové strategii obchodní značky. V opačném případě je velmi lehké vyvolat pocit zmatení ve vizuálním vnímání značky ale i vnímání jiných jejích aspektů.
Strategie se soustředí a cílí na obchodní značku, připravuje nezbytné prostor pro marketingové řízení v procesu shromažďování výsledků ze souladu obchodní značky se spojenými aktivitami.
Marketing je budování značky v myslích zákazníků. Pokud vybudujete silnou značkou, máte mocný marketingový program. V portfoliu značky je několik rolí, které současné značky mohou hrát: hvězdy, otazníky, dojné krávy, psi. Strategická značka je životně důležitá pro organizaci
.

## Modely strategického řízení marketingu
Neexistuje žádný ucelený rodokmen, který by zaznamenával vývoj marketingových strategií a jednotný pohled na to, co vše musí marketingová strategie obsahovat, a proto se rozlišuje několik modelů strategického marketingu podle jejich autorů:
- marketingová strategie podle Kotlera,
- komunikační strategie podle Pattiho a Frazera,
- marketingová strategie podle Horákové,
- marketingová strategie podle El-Ansaryho,
- strategický marketingový mix podle Robinse,
- Porterovo kolo konkurenční strategie [1] .

### Marketingové strategie podle Kotlera
Pojetí marketingových strategií dle Philipa Kotlera je založeno na předpokladu, že marketingová strategie společnosti závisí na jejím postavení na trhu a velikosti tržního podílu v odvětví, ve kterém působí. Dle záměru společnosti se jedná o strategii tržního vůdce, vyzyvatele, následovatele a vyhledávače tržní mezery , .

#### Strategie tržního vůdce
Tržním vůdcem je společnost, která má na daném trhu největší podíl. Tuto dominantní pozici se společnosti podařilo získat díky tomu, že na daný trh pronikla jako první. Většinou se jedná o společnost s dobrou pověstí na trhu, jejíž vůdcovství je v daném odvětví respektováno i ostatními subjekty. Strategickým záměrem vůdce může být udržení své dominantní pozice a ochrana stávajícího podílu na trhu vhodnými prostředky, které ztíží potenciální konkurenci vstup na trh a udrží současnou konkurenční výhodu. Při tomto defenzivním přístupu obrany stávajícího převažujícího podílu na trhu je nutné neustále inovovat nabídku produktů, mezery na trhu vyplnit vlastními výrobky, zamezit vstupu dalším konkurentů pomocí vytvoření vlastních bariér vstupu a neustále zvyšovat kvalitu výrobků a doplňkových služeb. Dalším strategickým záměrem dominantní organizace může být neustále zlepšování a další zvyšování podílu na stávajícím trhu nebo také snaha zvětšení celkového trhu za pomocí ofenzivního přístupu, který je založen na vývoji nových výrobku, jejich vyšší jakosti a výkonnosti či zlepšování veškerých služeb nabízených zákazníkům , .

#### Strategie tržního vyzyvatele
Strategii tržního vyzyvatele využívají společnosti, které nejsou v postavení vůdce trhu, avšak na trhu se řadí mezi přední společnosti na druhém či třetím místě. Dosažení cíle, tedy zvětšení tržního podílu, je možné buď na úkor vůdce, nebo na úkor obdobných společností na trhu, které mají viditelné problémy či slabá místa. V případě úspěchu dojde k oslabení konkurence za účelem vlastního budoucího růstu. V rámci této marketingové strategie rozlišuje Kotler pět druhů strategií: strategie přímého útoku, strategie bočního útoku, strategie obklíčení, strategie obejití či strategie partyzánského útoku , .

#### Strategie tržního následovatele
Záměrem mnoha společností není získání vedoucího postavení na trhu, ale respektování vůdce, jelikož konkurenční boj s vůdcem bývá velice těžký a nákladný a v případě neúspěchu může dojít k poškození obou stran. Tržní následovatelé nemají však automaticky nízké zisky či slabší účinnost marketingových aktivit, naopak mohou dosahovat vysokých zisků a dobrého jména na trhu. Následovatelé se snaží nejen imitovat produkty a marketingové aktivity vůdce trhu, ale v mnoha případech se výrazně snaží odlišit či vyniknout vyšší odborností, speciální kvalifikací, jedinečnými produkty, odlišnými servisními službami či vysokou kvalitou zboží. Kotler rozlišuje čtyři druhy strategií následovatelů: strategie napodobování (založená na imitaci sortimentu dominantní společnosti a na snaze o získání výhody na základě odlišení se od vůdce), strategie upravování (zahrnující modifikaci sortimentu vůdce či jeho zdokonalení), strategie skrytého konkurenta (založená na nelegálním prodeji napodobených produktů vůdce) a strategie parazita (vyplývající z napodobení sortimentu vůdce s minimálními změnami a jeho prodej za nižší ceny) , .

#### Strategie obsazování tržních mezer
Záměrem některých společností není obsluhovat celý trh, ale zaměřit se pouze na tržní mezery, které na trhu vyhledávají. Tato strategie je typická pro menší společnosti, které disponují speciální schopností nebo výhodou žádoucí a zajímavou pouze pro malou část trhu, a které jsou díky svým omezeným zdrojům a technologiím schopny obsluhovat pouze tuto malou část trhu. Pro větší podniky tato část trhu bývá nezajímavá , .

### Porterovokolo konkurenční strategie
Jedná se o všeobecný koncept strategického řízení využívaný také v oblasti strategického řízení marketingu. Tento model říká, jak má být nastavena firemní strategie v závislosti na vybraných proměnných, kterými jsou: nabídka výrobků, cílové trhy, marketing, odbyt, distribuce, výroba, práce, výrobní vstupy, výzkum a vývoj a finance a kontrola. Model má jasně definovanou strukturu. Za nevýhodu se považuje používání pouze jedné strategie, která by nebyla dostačující pro účely větší firmy, jelikož je zde postrádána hierarchická struktura .
Ve středu kola jsou vytyčené cíle, kterých chce společnost dosahovat, označuje jejich specifické záměry, a kterými chce také konkurovat. Zbytek kola je tvořen operativními opatřeními (proměnné), jejichž prostřednictvím je usilováno o plnění stanovených cílů společnosti .

## Marketingový plán
Marketingový plán představuje soubor konkrétních opatření nutných pro úspěšnou realizaci marketingové strategie. Plány a cíle podniku jsou testovány a měřeny výzkumy trhu. Proto je důležité, aby každá strategie podniku měla měřitelný cíl.
Marketingové strategie jsou dynamické a interaktivní. Jsou vlastní každému podniku.

## Měl by obsahovat

### Celkové shrnutí
- Představení firmy a oblasti jejího podnikání
- Hlavní cíle a strategie- období cílů pro které je plán připravován

### Marketingové cíle
- Budoucí stav firmy- cíle musejí být měřitelné a vyhodnotitelné

### Marketingová strategie
- Jak se do cílového stavu firma dostane
- Vaše produkty a služby- výhody ale i nevýhody
- Způsob nabídky produktů a služeb
- Ceny
- Propagace
- Konkurenční výhody

### Akční programy
- Co, cíle, zodpovědnost
- Časový plán
- Očekávané náklady

### Rozpočet
- Očekávané náklady a tržby (např. z prostoru pro reklamu u dané firmy jiné firmě)

### Systém měření a kontroly
- Co se bude kontrolovat
- Jak se bude kontrolovat
- Kdo bude kontrolovat
- Kdy bude kontrolovat

### Přílohy
- např. Tabulky, výsledky marketingových výzkumů, organizační schémata apod.

## Základní dělení marketingové strategie
strategie dominance na trhuklasifikace podle tržního podílu, existují čtyři typy pozice na trhu:
- vůdce
- vyzyvatel
- následovník
- troškař

Porter druhová strategiestrategie k pronikání na trh a udržení konkurenční výhody, diferenciace podle:
- odlišnému výrobku
- náklady na vedení
- segmentace trhu

Inovační strategiezabývá se rychlostí vývoje novým produktů, existují tři typy:
- průkopníci
- včasní následovníci
- pozdní následovníci

Růstová strategiečtyři typy:
- horizontální integrace
- vertikální integrace
- diverzifikace
- zesílení